# عمر بريان
عمر بريان (7 ديسمبر 1984 - ) (بالإنجليزية: Omar Bryan)‏ هو لاعب كريكت بريطاني. شارك مع منتخب جزر كايمان للكريكت.

## وصلات خارجية
- عمر بريان على موقع إي آس بي آن كريك إنفو (الإنجليزية)